# William Hobart Royce
William Hobart Royce (ur. 20 marca 1878 w Springfield w stanie Massachusetts, zm. 28 stycznia 1963) – amerykański pisarz, kolekcjoner książek, bibliograf, badacz i znawca twórczości Honoriusza Balzaka, założyciel Balzac Society of America.
W 1897 ukończył Springfield High School. Nie miał wyższych studiów. Sam mówił, że jego only university has been the New York Public Library. Zajmował się handlem książkami. Pracował w American News Company i w Lexington Book Shop. W 1908 ożenił się z Edą Marią Wallin. W 1917 rozpoczął pracę w antykwariacie Gabriela Wellsa, z którym dzielił zainteresowanie powieściopisarstwem Balzaka. Przez lata Royce zgromadził duży zbiór balzakianów. Córki pisarza, Eva Allen Royce i Abbie Anna Royce przekazały jego pisma Syracuse University's Special Collections Research Center. Royce był autorem ponad dwunastu opracowań o Balzaku, w tym dzieł Balzac, Immortal (1926), A Balzac Bibliography (1929), Indexes to A Balzac Bibliography (1930) i Balzac as He Should Be Read (1946). Wydał też kilka tomików poetyckich.